# Maroon (povo)

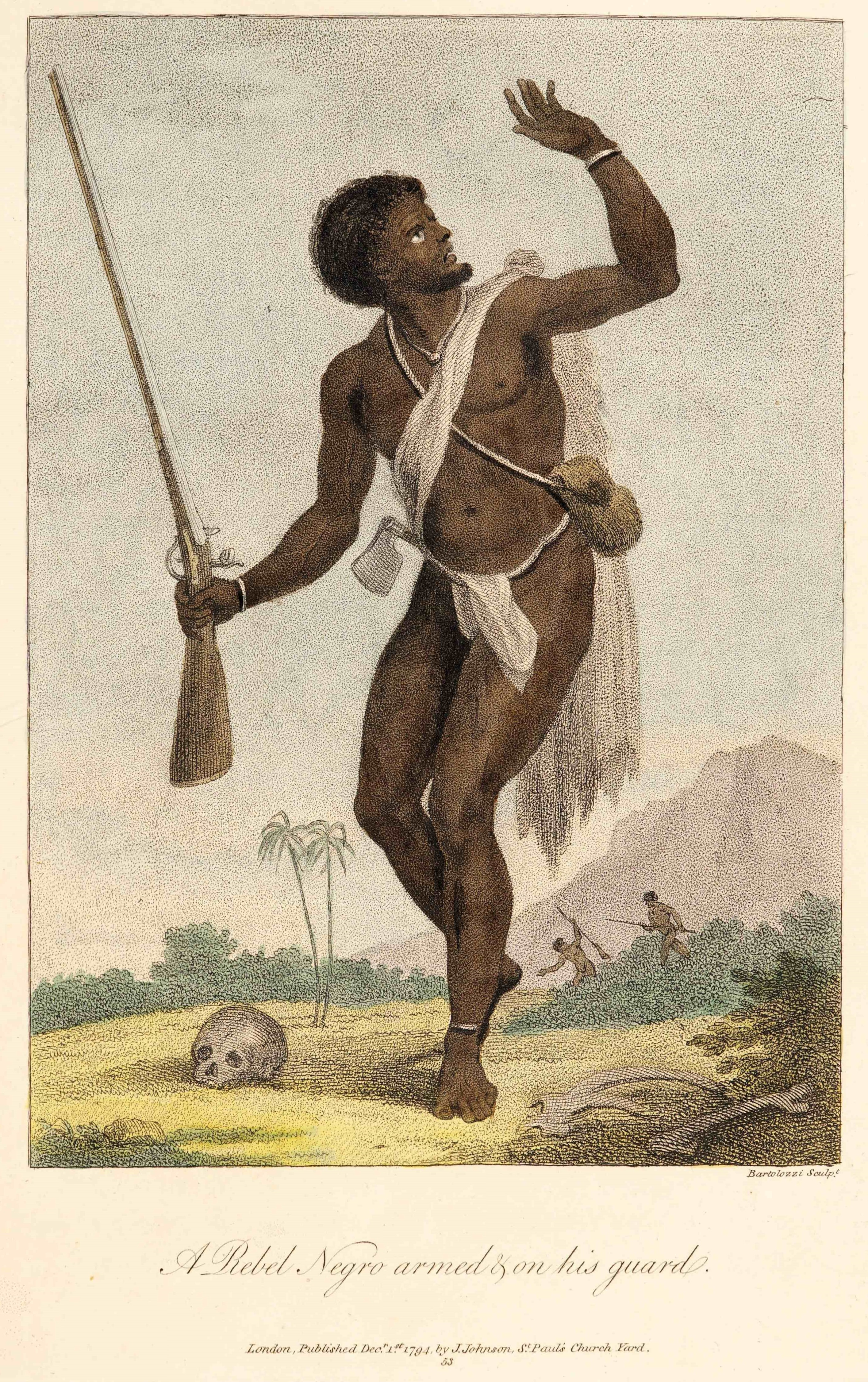
Maroon do Suriname, 1796

Maroons eram africanos que escaparam da escravidão nas Américas e formaram assentamentos independentes. O termo também pode ser aplicado aos seus descendentes.

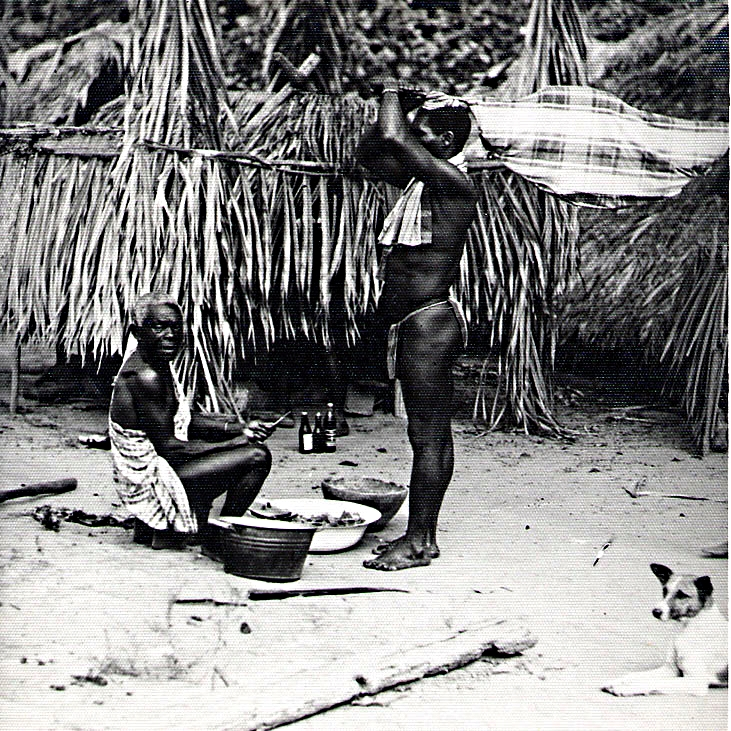
Uma criança Maroon Ndyuka perante um Xamã. Suriname, 1955

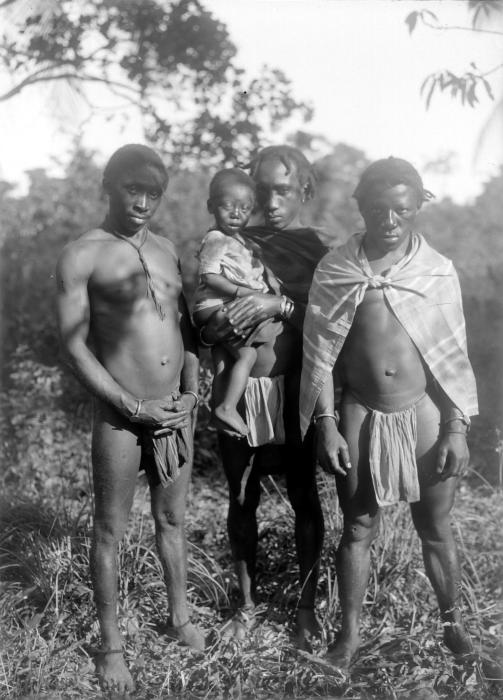
Homens Maroons no Suriname, foto tirada entre 1910-1935

## Etimologia
Uma possível origem do termo maroon é o espanhol americano cimarrón, de cima, ou seja, significa 'aquele que mora no alto'. Outra possibilidade é que o termo derive do Espanhol antigo cimarra, matagal, também derivado de cima.
O termo maroon entrou na língua inglesa por meio da corruptela do espanhol cimarrónes, no sentido de "selvagem" ou "indomável"". A palavra era usada extensivamente para designar negros fugidos na Jamaica e esteve em uso por todo o Caribe. Os franceses usavam a palavra maroon para qualquer escravo fugitivo. Nas Guianas, os negros escapados eram comumente conhecidos como "negros dos arbustos" ou "negros refugiados". Nas áreas de língua espanhola, às vezes as aldeias maroons eram chamadas de palenques ou quilombos, e os negros auto-liberados eram chamados palenqueros.

## História
No Novo Mundo, já em 1512, africanos escravizados escapavam dos captores espanhóis e se juntavam aos povos indígenas ou viviam sozinhos. Sir Francis Drake recrutou vários cimarrones durante suas incursões na Espanhola.
Já em 1655, os africanos fugidos formaram suas próprias comunidades, no interior da Jamaica. Já no século XVIII, Nanny e outras aldeias começaram a lutar pelo reconhecimento independente.
Quando os negros e os ameríndios fugitivos se juntavam e subsistiam de forma independente, eram chamados maroons. Nas Ilhas do Caribe, eles formaram bandos e, em algumas ilhas, acampamentos armados. À medida que os plantadores ocuparam mais terras para  a agricultura, os maroons começaram a perder espaço nas pequenas ilhas. Somente em algumas das ilhas maiores foram organizadas comunidades maroon capazes de prosperar cultivando e caçando. Lá eles cresceram em número, à medida que mais negros escapavam das plantations e se juntavam aos maroons.
As primeiras comunidades maroons costumavam ser deslocadas. Em 1700, os Maroons haviam desaparecido das ilhas menores. A sobrevivência sempre foi difícil, pois os Maroons tiveram que lutar contra os atacantes, além de tentar cultivar alimentos. Um dos Maroons mais influentes foi François Mackandal, um hungã ou sacerdote Vodu, que liderou uma rebelião de seis anos contra os proprietários de plantações brancas no Haiti que precederam a Revolução Haitiana.
Em Cuba, havia comunidades maroonas nas montanhas, onde refugiados africanos que escaparam da brutalidade da escravidão e os Taínos se refugiaram. Antes que estradas fossem construídas nas montanhas de Porto Rico, o abrutalhado brush mantive muitos maroons escapados escondidos nas colinas do sudoeste, onde muitos também se casaram com os nativos. Os negros escapados buscaram refúgio longe das plantations costeiras de Ponce.
Os restos dessas comunidades permanecem até hoje (2006), por exemplo, em Viñales, Cuba, e Adjuntas, Porto Rico.
Comunidades maroon surgiu em muitos lugares no Caribe (São Vicente e Dominica, por exemplo),mas nenhuma foi vista como uma grande ameaça para os britânicos como a Maroons jamaicanos. Um governador britânico assinou um tratado em 1738 e 1739 prometendo a eles 2,500 acres (1,012 ha) em dois locais, para acabar com a guerra entre as comunidades. Em troca, eles concordariam em capturar outros negros fugidos. Eles receberam uma recompensa de dois dólares por cada retorno africano.
A partir do final do século XVII os jamaicanos Maroons lutaram contra os colonos britânicos para um sorteio e, eventualmente, assinaram tratados no século XVIII que efetivamente os libertaram mais de 50 anos antes da abolição do tráfico de escravos em 1807. Até hoje, os Maroons jamaicanos são, em grande medida, autônomos e separados da sociedade jamaicana. O isolamento físico usado por sua vantagem pelos seus antepassados levou hoje a suas comunidades a ficar entre as mais inacessíveis da ilha. Em sua maior cidade, Accompong, na paróquia de St. Elizabeth, Os Maroons Leeward ainda possuem uma comunidade vibrante de cerca de 600. Os passeios da aldeia são oferecidos aos estrangeiros e um grande festival é colocado em cada 6 de janeiro para comemorar a assinatura do tratado de paz com os britânicos após a Primeira Guerra Maroon.
Nas colônias de plantação do Suriname, que os holandeses receberam dos ingleses depois de assinar o Tratado de Breda, os negros escaparam revoltados e começaram a construir suas próprias aldeias no final do século XVII. Como a maioria das plantações existiam na parte oriental do país, perto do rio Commewijne e rio Marowijne, o Marronage (isto é fugindo) aconteceu ao longo das fronteiras do rio e às vezes através das fronteiras da Guiana Francesa. Em 1740, os Maroons formaram clãs e sentiram-se fortes o suficiente para desafiar os colonos holandeses, obrigando-os a assinar tratados de paz. Em 10 de outubro de 1760, o Ndyuka assinou tal tratado forjado por Adyáko Benti Basiton de Boston, um ex-escravo Africano da Jamaica que tinham aprendido a ler e escrever e sabia sobre o tratado jamaicano. O tratado ainda é importante, como define os direitos territoriais dos Maroons no ouro-inundações ricas do Suriname.

## Cultura

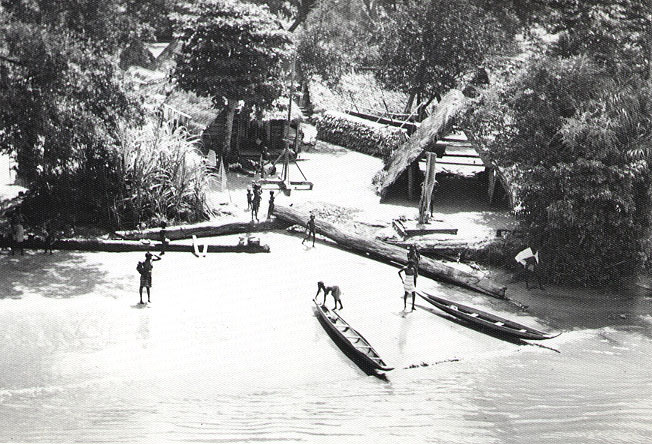
Aldeia maroon, junto ao rio Suriname, 1955

Os escravos africanos escapavam, frequentemente, já na primeira geração desde sua chegada da África. Muitas vezes preservavam suas línguas maternas e grande parte de sua cultura e religião. As tradições africanas incluem o uso de ervas medicinais, juntamente com tambores especiais e danças, quando as ervas são administradas a uma pessoa doente. Muitas dessas tradições e ritos de cura sobreviveram ao longo dos séculos.
A selva ao redor do Mar do Caribe oferecia alimento, abrigo e isolamento aos escravos fugidos. Mas sua sobrevivência dependia também de habilidades militares. Usavam táticas de guerrilha, preparavam  armadilhas e viviam em moradias fortificadas. Deixar a comunidade era deserção e, portanto, punível com a morte.
Originalmente, os maroons também invadiam propriedades, queimavam plantações, roubavam gado e ferramentas, matavam os proprietários e convidavam outros escravos a se juntarem às suas comunidades. Grupos de maroons se aliaram a tribos indígenas locais e ocasionalmente eram assimilados a essas populações. Maroons desempenharam um papel histórico importante no Brasil (onde são chamados quilombolas), Suriname, Porto Rico, Haiti, República Dominicana, Cuba e Jamaica.
Existe grande diversidade cultural entre os grupos maroon, dadas a variedade de grupos étnicos africanos e indígenas que os constituíam, em cada caso. Os assentamentos maroons muitas vezes estavam ligados a um clã. Às vezes, esses grupos desenvolviam  uma língua crioula, resultante da mistura de línguas europeias com suas línguas africanas originais (crioulização). Uma dessas línguas crioulas maroon é o Saramaccan do Suriname. Outras vezes, os maroons adotavam variações da língua do colonizador local  como língua de contato entre os membros da comunidade, que frequentemente tinham diferentes línguas maternas.
Em alguns casos, as comunidades maroons sobreviveram durante séculos e, até recentemente, permaneceram segregadas. Nos séculos XIX e XX, as comunidades maroons começaram a desaparecer à medida que as florestas foram arrasadas, embora alguns países, como Guiana e Suriname, ainda tenham grandes populações maroons vivendo nas florestas. Entretanto, muitos deles se mudaram para cidades e vilas à medida que o processo de urbanização se acelerava.

## Tipos de Maroons
Uma comunidade maroom típica na fase inicial geralmente consiste em três tipos de pessoas (ver também assilvestrado).
A maioria deles eram escravos que fugiram logo depois que eles saíram dos navios. Eles se recusaram a aceitar a escravidão e muitas vezes tentaram encontrar maneiras de voltar para a África.
O segundo grupo eram escravos não qualificados que trabalhavam em plantações há algum tempo. Esses escravos eram geralmente ajustados ao sistema escravo, mas haviam sido abusados pelos proprietários das plantações, com brutalidades excessivas, mesmo quando comparadas aos padrões normais, à época. Outros fugiram quando estavam sendo vendidos de repente para um novo dono.
O último grupo de maroons era geralmente escravo qualificado com ideais particularmente fortes contra o sistema escravo.

## Relacionamento de Maroons com o governo colonial
O maroonage era uma ameaça constante para as sociedades de plantação do Novo Mundo.  As punições para os maroons recapturados eram severas, como remover o tendão de Aquiles, amputar uma perna, castração e ser assado até a morte.
As comunidades maroons tiveram que ser inacessíveis e localizadas em ambientes inóspitos para serem sustentáveis. Por exemplo, comunidades maroons estavam localizadas em pântanos remotos no sul dos Estados Unidos; em cânions profundos com dissipadores, mas pouca água ou solo fértil na Jamaica; e em selvas profundas nas Guianas.
As comunidades maroons transformaram a severidade de seus ambientes em sua vantagem para esconder e defender suas comunidades. Caminhos disfarçados, trilhas falsas, armadilhas, caminhos subaquáticos, argolas e areia movediça, e características naturais foram usadas para esconder aldeias maroons.
Os homens maroons usaram habilidades exemplares de guerrilha para lutar contra seus inimigos europeus. Nanny, o famoso Maroon jamaicano, desenvolveu táticas de guerrilha que ainda são usadas hoje por muitos militares em todo o mundo. As tropas europeias usaram estratégias rigorosas e estabelecidas, enquanto os homens maroons atacaram e retraíram rapidamente, usaram táticas de emboscada e lutaram quando e onde eles queriam.
Embora os governos coloniais estivessem em estado perpétuo de ódio contra as comunidades maroons, os indivíduos do sistema colonial comercializavam bens e serviços com maroons. Eles também trocaram com colonos brancos e comunidades nativas americanas. Ao mesmo tempo, as comunidades maroons também eram usadas como peões quando as potências coloniais se chocavam.
O segredo absoluto e a lealdade dos membros eram cruciais para a sobrevivência das comunidades maroons. Para garantir essa lealdade, as comunidades maroons usaram métodos severos para proteger contra a deserção e os espiões. Novos membros foram trazidos para as comunidades por meio de desvios, por isso não conseguiram encontrar o caminho de volta e serviu períodos de estágio, muitas vezes como escravos. Crimes como deserção e adultério foram punidos com a morte.

## Distribuição geográfica

### Ásia
Comunidades maroons foram formadas entre os Afro-asiáticos no sul da Ásia que resistiram à escravidão. Essas comunidades de maroons ainda habitam os países da Ásia do Sul.

### Ilhas Caribenhas

#### Cuba
Em Cuba, escravos fugidos se juntaram a refugiados Taínos nas montanhas para formar comunidades maroons. Os restos dessas comunidades permanecem até hoje (2006), por exemplo em Viñales.

#### Dominica e St. Vincent
Comunidades semelhantes de maroon desenvolvidas em ilhas do Caribe, como os Garífunas. Muitos dos Garífunas foram deportados para o continente, onde alguns finalmente se estabeleceram ao longo da costa do Mosquito ou em Belize.

#### República Dominicana
Ver História da República Dominicana.

#### Haiti
O francês encontrou muitas formas de resistência dos escravos durante os séculos XVII e XVIII. Os escravos africanos que fugiram para áreas montanhosas remotas foram chamados maroon (Francês) ou mawon (Crioulo haitiano), significado "escravo fugido". Os maroons formaram comunidades estreitamente ligadas que praticavam agricultura em pequena escala e caça. Eles eram conhecidos por retornar às plantações para libertar membros e amigos da família. Em algumas ocasiões, eles também se juntaram à assentamentos Taíno, que escapou do espanhol no século XVII. Certas facções maroom tornou-se tão formidável que eles fizeram acordos com autoridades coloniais locais, às vezes negociar a sua própria independência em troca de ajudar a caçar outros escravos fugidos.
Outros esforços de resistência escrava contra o sistema de plantação francês foram mais diretos. O líder maroon Mackandal levou um movimento para envenenar a água potável dos proprietários das plantações na década de 1750. Boukman declarou a guerra aos proprietários das fazendas francesas em 1791, provocando a Revolução Haitiana. Uma estátua chamada Le Nègre Marron ou o Nèg Mawon é um busto de bronze icônico que foi erguido no coração de Porto Príncipe para comemorar o papel dos maroons na independência haitiana.

#### Jamaica
escravos fugitivos durante a ocupação espanhola da ilha de Jamaica fugiram para o interior e se juntou ao Taíno que viviam lá, formando comunidades de refugiados. Outros escravos ganharam liberdade durante a confusão que cercava a invasão britânica de 1655. Os escravos refugiados continuaram a acompanhá-los durante as décadas até a abolição da escravidão em 1838. Durante os séculos XVII e XVIII, os britânicos tentaram capturá-los porque invadiram ocasionalmente plantations, e fez a expansão para o interior mais difícil. Um aumento nos confrontos armados ao longo das décadas levou à Primeira Guerra Maroon em 1731, mas os britânicos não conseguiram derrotar os Maroons. Eles finalmente se estabeleceram com os grupos por tratado em 1738 e 1739, permitindo que eles tenham autonomia em suas comunidades em troca de aceitar ser chamado ao serviço militar com os colonos, se necessário.
Devido a tensões e conflitos repetidos com Maroons, a Segunda Guerra Maroon entrou em erupção em 1795. Em um esforço para acabar com as comunidades maroon, o governo colonial deportados aproximadamente 600 maroons cativos para Nova Escócia. Devido às dificuldades e aqueles dos legalistas preto estabeleceu-se em Nova Escócia e Inglaterra depois da Revolução Americana, a Grã-Bretanha estabeleceu uma colônia na Serra Leoa na África Ocidental. Ele ofereceu aos étnicos africanos uma chance de criar sua própria comunidade lá, começando em 1792. Por volta de 1800, um número de Jamaicanos Maroons foram transportados para Freetown, o primeiro assentamento de Serra Leoa.
O único conjunto maroon que manteve alguma autonomia formal na Jamaica após a Segunda Guerra Maroon foi Accompong, na St. Elizabeth (paróquia), cujo povo respeitou o tratado de 1739 com os britânicos. Uma comunidade histórica menor de Maroons também está localizada em Charles Town, no Buff Bay River na Portland (paróquia). Outro é em Moore Town (anteriormente Nanny Town), também na paróquia de Portland. Em 2005, a música da Moore Town Maroons foi declarada pela UNESCO como uma 'obra-prima do Património Oral e Imaterial da Humanidade.' Uma quarta comunidade está em Scotts Hall, também Portland (paróquia). A autonomia do Accompong foi ratificada pelo governo da Jamaica quando a ilha ganhou independência em 1962.
O governo tentou incentivar a sobrevivência dos outros assentamentos Maroon. Desde 2008, o governo jamaicano e as comunidades Maroon mantêm a Conferência Anual Maroon Internacional em comunidades rotativas ao redor da ilha. Maroons de outras nações do Caribe, América Central e do Sul são convidados. Além disso, o coronel da Accompong e uma delegação viajaram em 2016 para o Reino de Ashanti, Gana para renovar os laços com os povos Akan e Asante de seus antepassados.

#### Porto Rico
Em Porto Rico, as famílias Taíno do vizinho Utuado se mudaram para as serras do sudoeste, juntamente com os escravos africanos escapados que se casaram com eles. A análise de DNA de pessoas contemporâneas desta área mostra ancestralidade materna dos povos mandingas, uolofes e fulas através da mtDNA africano haplótipo associado a eles, L1b, que está presente aqui. Isso foi carregado por escravos africanos que escaparam de plantações em torno de Ponce e formaram comunidades com os Taíno nas montanhas. Taíno Haplogrupo A e C também pode ser encontrado nesta área.

### América Central

#### Belize, Guatemala, Honduras e Nicarágua
Diversas diferentes sociedades maroons se desenvolveram em torno do Golfo de Honduras. Alguns foram encontrados no interior da moderna Honduras, ao longo das rotas comerciais pelas quais prata minaram no lado do Pacífico do istmo foi carregado por escravos para cidades costeiras como Trujillo ou Puerto Caballos para ser enviado para a Europa. Quando os escravos escaparam, eles foram às montanhas por segurança. Em 1648 o bispo Inglês da Guatemala, Thomas Gage, relatou bandos ativos de maroons de numeração nas centenas ao longo destas rotas.
Os Miskito Sambu eram um grupo maroon formado por escravos que se revoltaram em um navio português por volta de 1640, destruindo o navio na costa de Honduras-Nicarágua e escapando para o interior. Eles se casaram com os povos indígenas durante o próximo meio século. Eventualmente, levaram-se à liderança da Costa do Mosquito, e lideraram grandes ataques de escravos contra os territórios espanhóis na primeira metade do século XVIII.
Os Garifunas são descendentes de comunidades maroons que se desenvolveram na ilha de São Vicente. Foram deportados para a costa de Honduras em 1797. Do seu local de pouso original ilha Roatan, os maroons mudaram-se para Trujillo. Gradualmente, os grupos migraram para o sul para o Reino do Mosquito e para o norte em Belize.

#### Panamá
Bayano, um homem Mandinka que haviam sido escravizados e levados para o Panamá em 1552, numa rebelião naquele ano contra o Espanhol no Panamá. Ele e seus seguidores escaparam para encontrar aldeias nas terras baixas. Mais tarde, essas pessoas, conhecidas como Cimarron, ajudou Sir Francis Drake na luta contra o espanhol.

### América do Norte

#### México
Ver Gaspar Yanga, Afro-latino, Afro-mexicano.

#### Nova Escócia
De 1796 a 1800, 550 maroons, que havia sido deportado da Jamaica após o Segunda Guerra Maroon, morava em Nova Escócia. Em 1800, eles eram enviado para a Serra Leoa.

### Estados Unidos

#### Flórida
Os Black Seminoles, que aliou com índios Seminole na Flórida, foram uma das maiores e mais bem sucedidas comunidades de Maroon nos Estados Unidos. Alguns casaram e eram culturalmente Seminole; outros mantiveram uma cultura mais africana. Descendentes daqueles que foram removidos com o Seminole para território indígena na década de 1830 são reconhecidos como Seminole libertos. Muitos eram anteriormente parte do Nação Seminole de Oklahoma, mas foram excluídos desde o final do século XX por novas regras de adesão que exigem provar a descendência de nativos americanos de documentos históricos.

#### Louisiana
Até meados da década de 1760, as colônias de Maroons alinharam nas margens do lago Borgne, apenas rio abaixo de Nova Orleans, Louisiana. Esses escravos fugitivos controlaram muitos dos canais e passagens do país do Lago Pontchartrain para o Golfo, incluindo os Rigolets. Essas colônias foram finalmente erradicadas por milícias da Nova Orleans liderada pelos espanhóis liderados por Francisco Bouligny. Pessoas livres de cor ajudou na captura desses fugitivos.

#### Carolina do Norte e Virgínia
Um grande assentamento dos Great Dismal Swamp maroons viveu nos pântanos da Carolina do Norte e Virgínia de hoje.

### América do Sul

#### Brasil
Um dos mais conhecidos quilombos (assentamentos maroon) no Brasil foi Palmares (a nação das palmeiras) que foi fundada no início do século XVII. No auge, tinha uma população de mais de 30 mil pessoas livres e era governada pelo rei Zumbi. Palmares manteve sua existência independente por quase cem anos até que foi conquistada pelos portugueses em 1694.

#### Colômbia
Escravos fugidos estabeleceram comunidades independentes ao longo da remota costa do Pacífico, fora do alcance da administração colonial. Na Colômbia, a costa do Caribe ainda vê comunidades maroons como San Basilio de Palenque, onde a língua crioula Palenquero é falada.

#### Equador
Além dos escravos escapados, os sobreviventes de naufrágios formaram comunidades independentes ao longo dos rios da costa norte e se misturaram com comunidades indígenas em áreas fora do alcance da administração colonial. Comunidades separadas podem ser distinguidas dos cantões Cojimies y Tababuela, Esmeraldas, Limones.

#### Guiana Francesa e Suriname

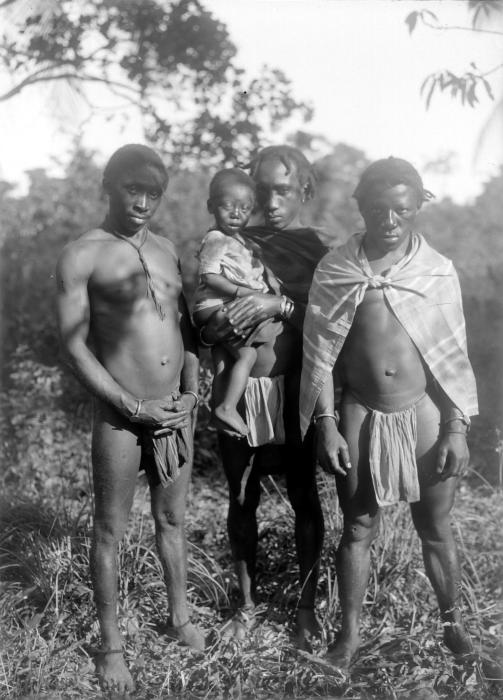
Homens Maroon no Suriname, foto tirada entre 1910–1935

Escravos fugidos, ou Bushinengues na Guiana Francesa e Suriname furam para o interior e juntaram-se aos povos indígenas e criaram várias tribos independentes, entre eles o Saramaka, o Paramaka, o Ndyuka (Aukan), o Kwinti, o Aluku (Boni), e o Matawai. Na década de 1980, os Bushinengues no Suriname começaram a lutar por seus direitos de terra.

### Filmes
- Daughters of the Dust (1991), filme de Julie Dash ocorrendo em 1902 ao largo da costa da Carolina do Sul e Geórgia. Ele mostra como, em uma ilha isolada, um grupo de pessoas consegue manter o seu costumes e tradições ibos. ISBN 0-525-94109-6
- Ganga Zumba (1963), filme de Carlos Diegues
- Quilombo (1985), filme de Carlos Diegues sobre Palmares, ASIN B0009WIE8E

### Literatura
- Campbell, Mavis Christine (1988), The Maroons of Jamaica, 1655–1796: a history of resistance, collaboration & betrayal, Granby, Mass.: Bergin & Garvey. ISBN 0-89789-148-1
- Corzo, Gabino La Rosa (2003), Runaway Slave Settlements in Cuba: Resistance and Repression (translated by Mary Todd), Chapel Hill: University of North Carolina Press. ISBN 0-8078-2803-3
- Dallas, R. C. The History of the Maroons, from Their Origin to the Establishment of Their Chief Tribe at Sierra Leone. 2 vols. London: Longman. 1803.
- De Granada, Germán (1970), Cimarronismo, palenques y Hablas “Criollas” en Hispanoamérica Instituto Caro y Cuero, Santa Fe de Bogotá, Colombia, OCLC 37821053 (in Spanish)
- Diouf, Sylviane A. (2014), Slavery's Exiles: The Story of the American Maroons, New York: NYU Press, ISBN 978-0814724378
- Honychurch, Lennox (1995), The Dominica Story, London: Macmillan. ISBN 0-333-62776-8 (Includes extensive chapters on the Maroons of Dominica)
- Hoogbergen, Wim S. M. Brill (1997), The Boni Maroon Wars in Suriname, Academic Publishers. ISBN 90-04-09303-6
- Learning, Hugo Prosper (1995), Hidden Americans: Maroons of Virginia and the Carolinas Garland Publishing, New York, ISBN 0-8153-1543-0
- Price, Richard (ed.) (1973), Maroon Societies: rebel slave communities in the Americas, Garden City, N.Y.: Anchor Books. ISBN 0-385-06508-6
- Thompson, Alvin O. (2006), Flight to Freedom: African runaways and maroons in the Americas University of West Indies Press, Kingston, Jamaica, ISBN 976-640-180-2
- van Velzen, H.U.E. Thoden and van Wetering, Wilhelmina (2004), In the Shadow of the Oracle: Religion as Politics in a Suriname Maroon Society, Long Grove, Illinois: Waveland Press. ISBN 1-57766-323-3